# 波多利夫卡
48°56′4″N 36°54′33″E / 48.93444°N 36.90917°E
波多利夫卡（烏克蘭語：Подолівка）是位於烏克蘭東部的村莊，由哈爾科夫州伊久姆區的巴爾溫科韋市鎮負責管轄。該村始建於1848年，面積0.43平方公里，海拔高度99米，2001年人口354，人口密度每平方公里823.3人。